# Aizier
Aizier é uma comuna francesa na região administrativa da Normandia, no departamento de Eure. Estende-se por uma área de 2,35 km². Em 2010 a comuna tinha 146 habitantes (densidade: 62,1 hab./km²)..